# Pedro Reinel

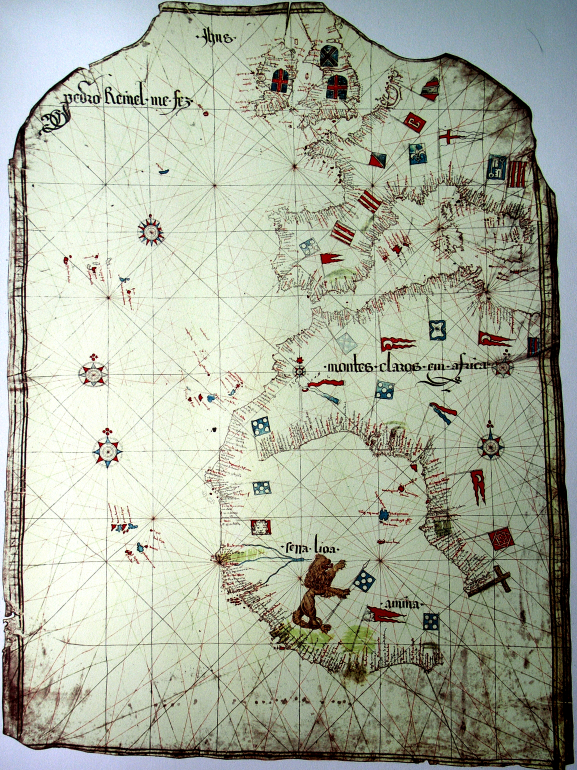
Carta náutica de Europa Occidental y África (1485): PR me fez.

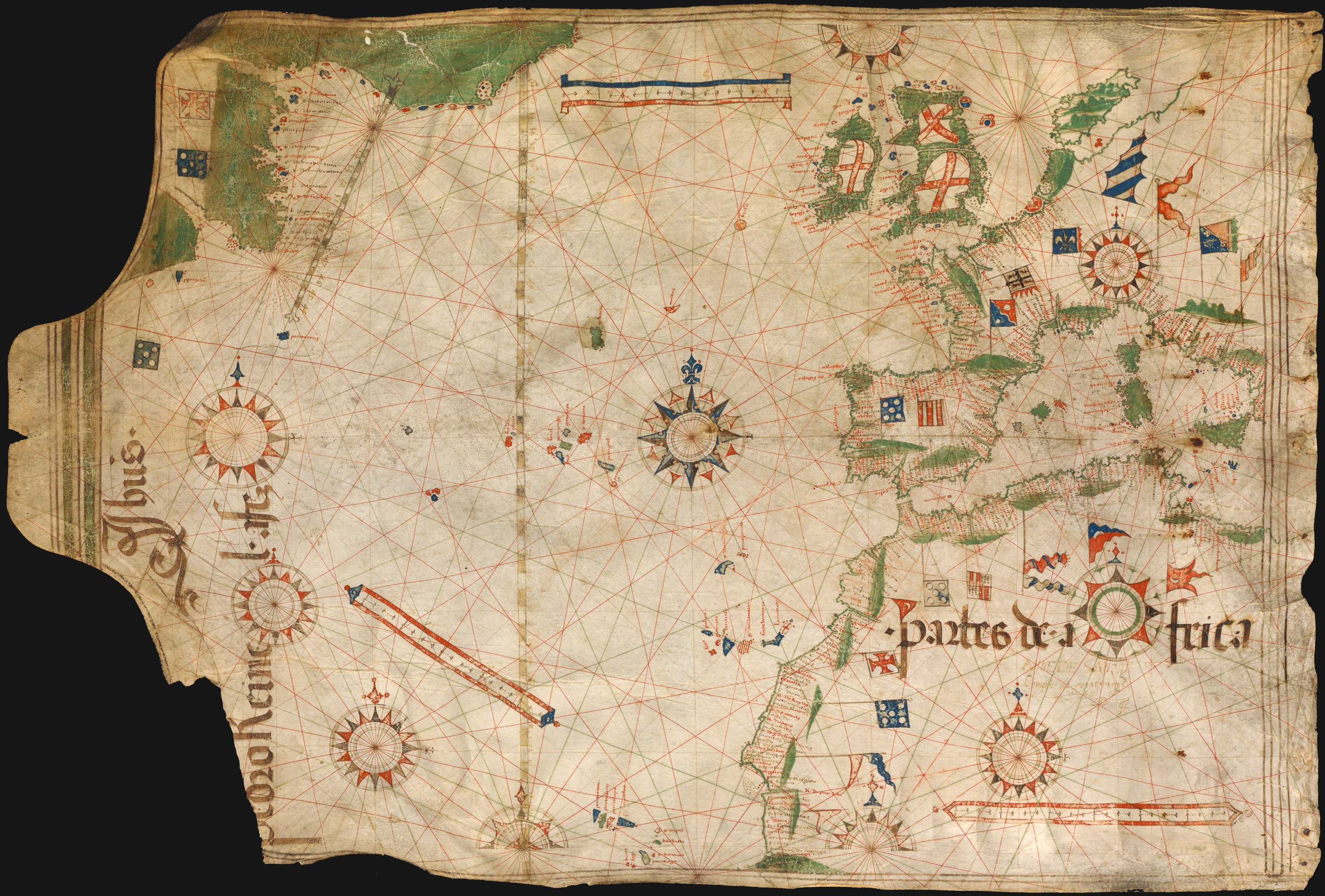
Carta de 1504 PR a fez.

Pedro Reinel (? - 1542) fue un cartógrafo portugués del siglo XVI, autor de la carta náutica firmada más antigua de Portugal (c. 1485). Esa carta cubría Europa Occidental y parte de África, y ya mostraba las exploraciones realizadas por Diogo Cão en 1482-1485.
Con su hijo Jorge Reinel (1502-1572) y el cartógrafo Lopo Homem, participó de la construcción del famoso Atlas Miller (1519). Su carta atlántica de 1504 es la primera carta náutica con una escala de latitudes y una rosa de los vientos con una flor de lis claramente dibujada.
- Datos: Q282356
- Multimedia: Pedro Reinel / Q282356